# Su Maozhen
Su Maozhen (宿茂臻S, Sù MàozhēnP; Qingdao, 23 ottobre 1971) è un ex calciatore cinese, di ruolo attaccante.
Il 24 marzo 2012 diventa di pubblico dominio la notizia che è stato arrestato insieme ad altri tre connazionali per aver truccato la partita Shanghai International-Tianjin Teda (1-2) del campionato cinese 2003.

## Palmarès

### Club

#### Competizioni nazionali
- Campionato cinese: 1

Shandong Luneng: 1999